# خصائص الوصف
ليس شرطا أن يكون الوصف إيجيابيا حول الموصوف، فقد تصف حلما مزعجا أو عاصفة مدمرة، ولذلك فقد يلتزم الواصف أحيانا بالموضوعية لكنه لا يلتزم بالحياد إلا في حالات علمية صرفة.
فهناك من يقول أن الوصف: هو فنّ من فنون الاتصال اللّغوي، يُستخدم لتصوير المشاهد وتقديم الشخصيات والتعبير عن المواقف والمشاعر والانفعالات بوسائل وطرق عديدة.

## خصائص الوصف الرئيسية
ليس للوصف خصائص وشروط محددة، قد تشترط أن يتمتع الواصف "الذي يقوم بعملية الوصف" بـ (تقديم صورة صادقة عن الموصوف)، و(أن يراعي الدقة في التصوير)، و(استخدام نّعوت تليق بالموصوف)، ولكن على أرض الواقع فإن معظم ذلك لا يحدث، لأن العاشق الذي يصف حبيبته يلجأ إلى المبالغة في تحسين صورتها وجمالها واوصافها والشاعر الذي يكتب عن [الحب] يبحر في وصف حالات حبه وشجونه ومشاعره، والمظلوم الذي يتعرض لمشكلة يتعمق في وصف ظالمه بأبشع الأوصاف، ومن ناحية علمية، فإن خروج العالِم بوصف غير دقيق عن مادة وموضوع الوصف العلمي، أو خبير التشريح الذي يتجاوز (يُمكن بشكل عاطفي) وصف حالة مادة التشريح، قد يساهم ذلك في إتلاف هدف البحث الذي يقام الوصف بشأنه وعليه تكون النتائج غير صحيحة، وبشكل عام فإن أهم خصائص الوصف العامة هي:
- يساعد الوصف على تقريب حالة الموصوف بالنسبة للمتلقي (المستهدف)
- يساعد الوصف على الإطلاع على تفاصيل جديدة وبُعد جديد ظهر في الموصوف
- يساعد الوصف على الحصول على تقييم آخر متطور عن الموصوف (في النواحي العلمية أيضا)
وليس هذا كل شيء عن خصائص الوصف

## الوصف
1. وصف علمي: ويستخدم في وصف الظواهر العلمية العناصر الجزيئات وفي استخدامات المواد المختلفة وهو وصف دقيق وموضوعي.
2. وصف عام ويستخدم بين العامة لوصف شيء ما أو شخص ما أو حالة..الخ
3.وصف أدبي: ويستخدم الوصف الادبي في القصائد الشعرية النثر والكتابات الأدبية والإعلامية، وقد يعتمد على الخيال والتشبيه والكنايات، والمحسّانات اللفظية كالطباق، والمقابلة وغيرها.
```
4- وصف خيالي أي يعني انا نبالغ في أي شيء.
```

مثال: أنت طولك يصل إلى السماء.. هذه مبالغة (وصف خيالي).